# Aldridge Bousfield
Aldridge Knight Bousfield, genannt Peter, (* 5. April 1941 in Boston; † 4. Oktober 2020) war ein US-amerikanischer Mathematiker, der sich mit Algebraischer Topologie befasste.

## Werdegang
Bousfield studierte am Massachusetts Institute of Technology mit dem Bachelor-Abschluss 1963 und der Promotion bei Daniel Marinus Kan 1966 (Higher Order Suspension Maps for Non-Additive Functors). Danach war er Lecturer an der Brandeis University, an der er 1967 Assistant Professor wurde. 1972 wurde er Associate Professor an der University of Illinois at Chicago und 1976 Professor. 2000 wurde er emeritiert. Er war Fellow der American Mathematical Society.
Er befasste sich mit Homotopietheorie und insbesondere mit Lokalisierung und Vervollständigung von topologischen Räumen und Spektren. Nach ihm und Daniel Marinus Kan ist eine Spektralsequenz benannt und nach ihm ist unter anderem die Bousfield-Lokalisierung von Spektren und Modellkategorien benannt.
Seine Ehefrau Marie V. Bousfield war eine belgische Mathematikerin (geborene Vastersavendts, Heirat 1968, geboren 1938 oder 1939 in Asse, Promotion an der Freien Universität Brüssel, gestorben 2016). Sie arbeitete als Bevölkerungsstatistikerin für die Stadt Chicago.

## Schriften
- The localization of spectra with respect to homology, Topology, Band 18, 1979, S. 257–281 (Bousfield-Lokalisierung)
- mit D. M. Kan: The homotopy spectral sequence of a space with coefficients in a ring, Topology, Band 11, 1972, S. 79–106 (Bousfield-Kan-Spektralsequenz)
- mit D. M. Kan:  Pairings and products in the homotopy spectral sequence. Trans. Amer. Math. Soc., Band 177, 1973, S. 319–343
- mit D. M. Kan: Homotopy limits, completions and localizations, Springer, Lecture Notes in Mathematics 304, 1972
- Homological Localization Towers for Groups and II-Modules, Memoirs of the American Mathematical Society 1977
- Homotopy Spectral Sequences and Obstructions, Isr. J. Math., Band 66, 1989, S. 54–104.